# Орден «Материнська слава»
О́рден «Матери́нська сла́ва» — жіноча державна нагорода СРСР, орден, яким нагороджувалися багатодітні матері, які народили та виховали 7, 8 або 9 дітей. Орден заснований Указом Президії Верховної Ради СРСР 8 липня 1944 року.
Статут ордена затверджений Указом Президії Верховної Ради СРСР від 18 серпня 1944 року. У Статут ордену були внесені зміни і доповнення Указами Президії Верховної Ради СРСР від 16 грудня 1947 року, від 28 травня 1973 року і від 28 травня 1980 року.

## Статут ордена
Орденом «Материнська слава» нагороджуються матері, що народили і виховали сім, вісім і дев'ять дітей.
Нагородження орденом «Материнська слава» проводиться від імені Президії Верховної Ради СРСР указами Президій Верховних Рад союзних і автономних республік.
Орден «Материнська слава» складається з трьох ступенів: I, II, і III ступеня.
Вищим ступенем ордену є I ступень.
Орденом «Материнська слава» нагороджуються:
- матері, що народили і виховали сім дітей — орденом III ступеня;
- матері, що народили і виховали вісім дітей — орденом II ступеня;
- матері, що народили і виховали дев'ять дітей — орденом I ступеня.

Нагородження орденом відповідного ступеня здійснюється при досягненні останньою дитиною віку одного року і за умови, що решта дітей цієї матері наразі живі.
При нагородженні орденом враховуються також діти:
- усиновлені матір'ю у встановленому законом порядку;
- загиблі або зниклі безвісти при захисті СРСР або при виконання інших обов'язків військової служби, або під час виконання обов'язку громадянина СРСР з порятунку людського життя, з охорони соціалістичної власності і соціалістичного правопорядку, а також померлі внаслідок поранення, контузії, інвалідності або захворювання, отриманих при вказаних обставинах, або унаслідок трудової інвалідності чи професійного захворювання.

Нагородження орденом «Материнська слава» матерів, що мають вісім або дев'ять дітей, здійснюється лише одним орденом відповідного ступеня.
Орден «Материнська слава» носиться на лівій стороні грудей і за наявності в нагородженої інших орденів і медалей розміщується над ними.

## Історія ордену
Орден «Материнська слава» був заснований одночасно з орденом «Мати-героїня» і медаллю Материнства і займав проміжне положення між ними.
Автор проекту ордена — головний художник Держзнаку, заслужений діяч мистецтв РРФСР Дубасов І. І. Орден виготовлявся на Московському Монетному Дворі.
Перший Указ ПВС СРСР про нагородження орденами «Материнська Слава» вийшов 6 грудня 1944 року. Згідно з Указом орден I ступеня отримала 21 жінка, орден II ступеня — 26 жінок і орден III ступеня — 27 жінок.
При цьому ордени № 1 були вручені:
- I ступеня — колгоспниці Аксеновій М. С.,
- II ступеня — продавчині магазину Аввакумовій Є. С.,
- III ступеня — домогосподарці Андрієвських А. С.

До 1 січня 1983 року орденом «Материнська слава» I ступеня було нагороджено бльзько 753 тисяч жінок, орденом «Материнська слава» II ступеня — близько 1 млн. 508 тисяч жінок і орденом III ступеня — близько 2 млн. 786 тисяч жінок.
За станом на 1 січня 1995 року всіма трьома ступенями ордену «Материнська Слава» нагорожено 5.534.724 жінок.